# 森山繪凪
森山繪凪是日本漫画家。
於《Young Animal》的企劃漫画Challenge中入選，並在同雜誌2009年2号刊載單篇《CARITAS》而出道。
2014年在《Young Animal嵐》發表的《基度山恩仇記》為首次連載作品。

## 作品列表
單篇作品
- CARITAS（《Young Animal》，2009年），出道作
- （《Young Animal》，2009年）
- （《Young Animal》，2011年）
- （《Young Animal》，2011年）

連載作品
- 基度山恩仇記（モンテ・クリスト伯爵）（大仲馬原作，《Young Animal嵐》2014年11号[2]－2015年10号，全1卷）
- 異端的愛（この愛は、異端。）（《Young Animal嵐》2016年10号[3]－2018年5号[4]→《Young Animal》2018年11号[4]－（月1連載），發行3卷）

## 外部連結
- 森山繪凪的X（前Twitter）